# Седларєво
Седларєво (словен. Sedlarjevo) — поселення в общині Подчетртек, Савинський регіон, Словенія. Висота над рівнем моря: 190,1 м.